# Olho d'Água do Casado
Olho d'Água do Casado är en kommun i Brasilien.   Den ligger i delstaten Alagoas, i den östra delen av landet, 1 300 km nordost om huvudstaden Brasília. Antalet invånare är 8 491.
Omgivningarna runt Olho d'Água do Casado är huvudsakligen savann. Runt Olho d'Água do Casado är det ganska tätbefolkat, med 60 invånare per kvadratkilometer.